# Le Point de rupture
Pour plus de détails, voir Fiche technique et Distribution.
Le Point de rupture (Imaginary Crimes) est un film américain réalisé par Anthony Drazan, sorti en 1994.

## Fiche technique
- Titre original : Imaginary Crimes
- Titre français : Le Point de rupture
- Réalisation : Anthony Drazan
- Scénario : Kristine Johnson et Davia Nelson
- Photographie : John J. Campbell
- Montage : Elizabeth Kling
- Musique : Stephen Endelman
- Production : James G. Robinson
- Pays d'origine : États-Unis
- Format : Couleurs - 1,85:1 - Mono
- Genre : Drame, film biographique
- Durée : 107 minutes
- Date de sortie : 1994

## Distribution
- Harvey Keitel (VF : Daniel Russo) : Ray Weiler
- Fairuza Balk (VF : Barbara Tissier) : Sonya Weiler
- Kelly Lynch : Valery Weiler
- Vincent D'Onofrio (VF : Denis Boileau) : M. Webster
- Diane Baker : Abigail Tate
- Chris Penn (VF : Michel Fortin) : Jarvis
- Seymour Cassel (VF : Richard Leblond) : Eddie
- Elisabeth Moss : Greta Weiler
- Annette O'Toole (VF : Véronique Augereau) : Ginny Rucklehaus
- Amber Benson : Margaret
- Richard Venture : le juge Klein